# Bernardo Secchi
Bernardo Secchi (Milaan, 2 juni 1934 – aldaar, 15 september 2014) was een Italiaans architect en stedenbouwkundige. Hij was professor aan de Iuav-universiteit van Venetië en de auteur van verschillende boeken over stedenbouw en stadsontwikkeling.
In 1990 richtte hij samen met Paola Viganò in Milaan het architectenbureau Studio Associato Bernardo Secchi Paola Viganò op. Secchi dacht als stedenbouwkundige na over de revalidatie van de stad en stadsranden en realiseerde verschillende projecten in West-Europa. Secchi en Vigano zijn bijzonder actief in België, waar ze onder andere de plannen tekenden voor de Grote Markt en het stadsdeel Hoog Kortrijk in Kortrijk en de omgeving van Lamot-site en het Dijlepad in Mechelen. Enkele latere projecten waren het Park Spoor Noord in Antwerpen en Hostel Wadi in De Hoge Rielen. Secchi-Viganò stelde ook het masterplan op voor Nieuw Zuid (Antwerpen).
Secchi overleed op 15 september 2014 op 80-jarige leeftijd na een kort ziekbed. Secchi liet in zijn testament opnemen dat zijn as verstrooid moet worden op de begraafplaats Hoog-Kortrijk, die hij zelf had ontworpen.